# 田中利光 (言語学者)
田中 利光（たなか としみつ、1935年（昭和10年）6月8日 - 2017年（平成29年）11月26日）は、日本の言語学者。専攻はギリシャ語学、一般言語学、言語史学。北海道大学名誉教授、元北星学園大学教授。東京都出身。

## 略歴
- 1958年（昭和33年）、東京大学文学部言語学科卒業
- 1964年（昭和39年）、東京大学大学院人文科学研究科単位取得退学、国際基督教大学言語学科助手
- 1965年（昭和40年）、北海道大学文学部講師
- 1970年（昭和45年）、北海道大学文学部助教授
- 1981年（昭和56年）、北海道大学言語文化部（現：外国語教育センター）教授
- 1999年（平成11年）、北海道大学退職、同名誉教授
- 2000年（平成12年）、北星学園大学文学部教授
- 2006年（平成18年）、北星学園大学退職
- 2015年（平成27年）、授瑞宝中綬章[2]
- 2017年（平成29年）、逝去

## 著書

### 単著
- 『ラテン語初歩』岩波書店、1990・改訂版 2002
- 『新ギリシャ語入門』大修館書店、1994

### 共著
- 『講座言語』第2巻 大修館書店、1980